# Radka Stoyanova
Pour les articles homonymes, voir Stoyanova.
Radka Stoyanova, née le 7 juillet 1964 à Varna (Bulgarie), est une rameuse d'aviron bulgare. 

## Carrière
Aux Jeux olympiques de 1988 à Séoul, Radka Stoyanova est médaillée d'argent en deux sans barreur avec Lalka Berberova. 